# Cantharellaceae
Cantharellaceae es una familia de hongos, incluye varias setas diferentes, tales como los de los géneros Cantharellus, Craterellus, Goossensia, Parastereopsis y Pterygellus.
Cantharellus es un género de seta comestible muy popular de esta familia. Una de las características de la familia Cantharellaceae es la forma de embudo, trompeta o jarrón que tiene el sombrero (píleo). Casi siempre se encuentran en las zonas boscosas.